# Шампо сир Сарт
Шампо сир Сарт (фр. Champeaux-sur-Sarthe) насеље је и општина у северној Француској у региону Доња Нормандија, у департману Орн која припада префектури Мортањ о Перш.
По подацима из 2011. године у општини је живело 185 становника, а густина насељености је износила 19,49 становника/km². Општина се простире на површини од 9,49 km². Налази се на средњој надморској висини од 210 метара (максималној 232 m, а минималној 156 m).

## Демографија
| 1962. | 1968. | 1975. | 1982. | 1990. | 1999. | 2011. |
| ----- | ----- | ----- | ----- | ----- | ----- | ----- |
| 204   | 212   | 166   | 185   | 173   | 177   | 185   |

График промене броја становника у току последњих година